# كينغيانغ
كينغيانغ (بالصينية: 庆阳市) هي مدينة من مدن الصين. يبلغ عدد سكانها 2211191 نسمة وذلك حسب إحصائيات سنة 2010. تبلغ مساحتها 27119 كم².

## وصلات خارجية
- الموقع الرسمي